# Rødbyhavn
Rødbyhavn – niewielkie (1679 mieszkańców 1 stycznia 2013) miasto portowe w Danii na południowym wybrzeżu wyspy Lolland. Rødbyhavn ("port Rødby") jest położony ok. 5 km na południowy zachód od miasta Rødby, na północnym brzegiem cieśniny Bełt Fehmarn.

## Historia
Po okresie intensywnych sztormów w 1872 wybudowano falochron, w 1908 rozpoczęto budowę portu rybacko-handlowego, otwartego w 1912. W tym okresie starą nazwę portu Syltholm zmieniono na Rødbyhavn. W 1916 powstała pierwsza stocznia, która zbankrutowała w latach 20., podupadł też port.
W 1941 rozpoczęto rozbudowę portu w celu ustanowienia przeprawy promowej z Puttgarden, jednak wskutek wojny prace zatrzymano i wznowiono dopiero w 1958. W końcu, 14 maja 1963 zainaugurowano połączenie promowe "Vogelfluglinie", co spowodowało wzrost gospodarczy miasta, napływ imigrantów i podwojenie liczby mieszkańców.

## Komunikacja
Istnieje regularne połączenie promowe między Rødbyhavn a niemieckim Puttgarden na północnym krańcu wyspy Fehmarn, odległość wynosi 18 km, a jego pokonanie zajmuje około 45 minut. Umożliwia to nieprzerwaną podróż koleją lub samochodem z Kopenhagi do Lubeki i Hamburga europejską trasą E47, znaną w Niemczech jako Bundesautobahn 1. Planowana jest budowa tunelu drogowo-kolejowego pod cieśniną Bełt Fehmarn.
W miejscowości kończy się autostrada Sydmotorvejen, umożliwiająca dojazd do Køge oraz dalej do stolicy kraju.
Do połowy lat 80. Rødbyhavn znajdowało się przy drodze międzynarodowej E4.